# Hasegawaea
Hasegawaea Y. Yamada & I. Banno è un genere appartenente alla famiglia Schizosaccharomycetaceae Beij. & Klöcker. Si distingue dal genere Schizosaccharomyces Lindner per l'assenza del coenzima Q, per la presenza di acido linoleico nella composizione degli acidi grassi cellulari e per le spore lisce. Il genere è dedicato a Takahiro Hasegawa, studioso di lieviti ed ex direttore dell'Institute for Fermentation di Osaka. Specie descritte: 1.